# Njoman-Stadion
Das Njoman-Stadion (belarussisch Стадыён "Нёман", russisch Стадион "Неман", deutsch "Memel-Stadion") ist ein Fußballstadion mit Leichtathletikanlage in der belarussischen Stadt Hrodna. Der Hauptnutzer ist der Fußballverein FK Njoman Hrodna. Es ist der Zentrale Sportkomplex Njoman.

## Geschichte
An der Stelle des Sportkomplexes befand sich seit etwa 1800 der neue jüdische Friedhof Hrodnas. Dieser wurde 1951 von den sowjetischen Behörden zerstört. 1963 wurde dann mit dem Bau des 15.000 Zuschauern Platz bietenden Stadions „Krasnaja Snamja“ (belarussisch Чырвоны сьцяг, russisch Красное знамя, dt. ‚Roter Banner‘) begonnen. 1993 erfolgte die Umbenennung in „Njoman-Stadion“. Während der Bauarbeiten im Rahmen der Renovierungen 2002–2008 grub ein Bagger Knochen menschliche Überreste des ehemaligen Friedhofs aus; sie wurden auf einer Deponie entsorgt. Unabhängige Journalisten machten dies bekannt. Nach Protesten sicherte die Stadtverwaltung zu, eine Gedenktafel am Stadion zu installieren. Mit dem Ende der Arbeiten wurde die Stadionkapazität auf 8.800 Plätze reduziert.

## Internationale Begegnungen
Der FK Njoman Hrodna trug seine bislang drei internationalen Partien im Njoman-Stadion aus. Im Europapokal der Pokalsieger 1993/94 empfing der Verein den FC Lugano und gewann nach einer 0:5-Hinspielniederlage mit 2:1. Im UEFA-Pokal 2003/04 spielte die Mannschaft gegen Steaua Bukarest 1:1. Im UI-Cup 2005 verlor das Team gegen den FC Tescoma Zlín mit 0:1.
BATE Baryssau traf in Ermangelung eines anderen geeigneten Stadions am 14. Februar 2013 in Hrodno im Sechzehntelfinale der UEFA Europa League 2012/13 auf Fenerbahçe Istanbul und erreichte ein 0:0.
Die belarussische Fußballnationalmannschaft trat am 6. Juni 2009 in einem Qualifikationsspiel zur WM 2010 im Njoman-Stadion gegen Andorra an und gewann mit 5:1.